# Acoziborole
L'acoziborole (SCYX-7158) est un médicament antiprotozoaire (en) conçu par Anacor Pharmaceuticals en 2009, et actuellement en cours de développement par Sanofi et l'initiative Médicaments contre les maladies négligées (DNDi) pour le traitement de la trypanosomiase africaine (maladie du sommeil).

Molécule d'acoziborole.

Il s'agit d'un nouveau médicament, dérivé du benzoxaborole et administré par voie orale à prise unique. Les essais cliniques de phase I se sont achevés avec succès en 2015. Un essai de phase II/III, sans groupe témoin, a été mené de 2016 à 2019 en République démocratique du Congo et en Guinée, impliquant 208 patients éligibles atteints de trypanosomiase causée par Trypanosoma brucei gambiense. Les résultats de l'étude, publiés dans The Lancet le 29 novembre 2022, ont révélé que le schéma thérapeutique avait une efficacité supérieure à 95 %. Deux études de suivi, l'une comparant l'acoziborole au nifurtimox/éflornithine et un essai randomisé en double aveugle du médicament basé sur les recommandations de l'OMS avec 1 200 participants au total, sont en cours en novembre 2022.
Comme le traitement est beaucoup plus facile à administrer par rapport aux options de traitement existantes, certains commentateurs pensent que l'acoziborole pourrait considérablement ralentir, voire éliminer la transmission de la trypanosomiase africaine chez l'humain,,.